# 앤터니 골레츠
안토니 폴 골레츠(영어: Antony Paul Golec, 1990년 5월 29일 ~ )는 크로아티아계 오스트레일리아의 축구 선수로서, 포지션은 중앙 수비수이다.

## 클럽 경력
2016년 12월 부천 FC 1995에 입단하였지만 2017년 2월 계약을 해지하였다.
2017년 5월 호주 A리그 소속의 센트럴코스트 매리너스 FC와 1년 계약을 체결했다.

## 국가대표 경력
2009년 FIFA U-20 월드컵에 출전하였다.

## 클럽

#### 웨스턴 시드니
- AFC 챔피언스리그 우승 1회 (2014년)